# Gmina Jackson (hrabstwo Crawford, Iowa)

Położenie Gminy Jackson w hrabstwie Crawford

Gmina Jackson (ang. Jackson Township) – gmina w USA, w stanie Iowa, w hrabstwie Crawford. Według danych z 2000 roku gmina miała 180 mieszkańców, a jej powierzchnia wynosi 92,57 km².